# Korponai járás

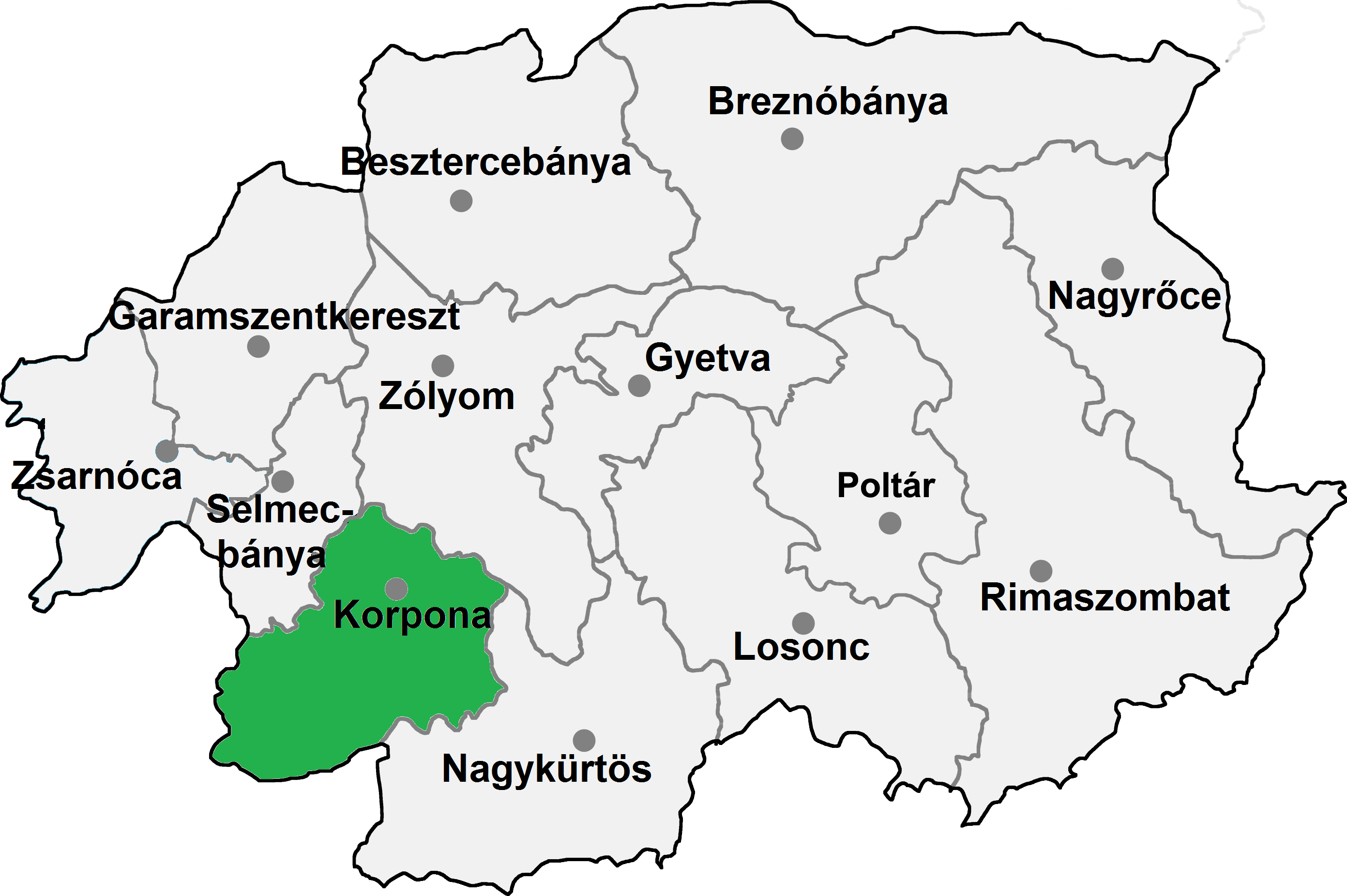
A Korponai járás

A Korponai járás (Okres Krupina) Szlovákia Besztercebányai kerületének közigazgatási egysége. Területe 585 km², lakosainak száma 22 885 (2001), székhelye Korpona (Krupina). A járás területe teljes egészében az egykori Hont vármegye területe volt.

## Népessége
| Év:            | 1994.  | 2004.   | 2014.   | 2024.   |
| -------------- | ------ | ------- | ------- | ------- |
| Emberek száma: | 23 046 | 22 674  | 22 636  | 21 209  |
| Eltérés:       |        | -1,61 % | -0,16 % | -6,30 % |

| Év:            | 2023.  | 2024.   |
| -------------- | ------ | ------- |
| Emberek száma: | 21 271 | 21 209  |
| Eltérés:       |        | -0,29 % |

## A Korponai járás települései
- Alsóbágyon (Dolný Badín)
- Alsólegénd (Dolné Mladonice)
- Bozók (Bzovík)
- Bozókalsók (Jalšovík)
- Csábrágsomos (Drienovo)
- Csábrágvarbók (Čabradský Vrbovok)
- Csákóc (Čekovce)
- Cseri (Cerovo)
- Darázsi (Drážovce)
- Devicse (Devičie)
- Dömeháza (Domaníky)
- Felsőbágyon (Horný Badín)
- Felsőlegénd (Horné Mladonice)
- Gyűgy (Dudince)
- Hontkirályfalva (Kráľovce – Krnišov)
- Hontmarót (Hontianske Moravce)
- Hontnémeti (Hontianske Nemce)
- Kecskevarbók (Kozí Vrbovok)
- Korpona (Krupina)
- Lászlód (Lackov)
- Ledény (Ladzany)
- Lissó (Lišov)
- Litva (Litava)
- Méznevelő (Medovarce)
- Nemesvarbók (Zemiansky Vrbovok)
- Rakonca (Rykynčice)
- Ösöd (Sudince)
- Szebelléb (Sebechleby)
- Szelenc (Selce)
- Szénavár (Senohrad)
- Szúd (Súdovce)
- Terény (Terany)
- Terpény (Trpín)
- Teszér (Hontianske Tesáre)
- Unyad (Uňatín)
- Zsibritó (Žibritov)